# Gevlekte python
De gevlekte python (Antaresia childreni) is een slang uit de familie pythons (Pythonidae).

## Naam en indeling
De wetenschappelijke naam van de soort werd voor het eerst voorgesteld door John Edward Gray in 1842. Oorspronkelijk werd de wetenschappelijke naam Liasis Childreni gebruikt. De wetenschappelijke soortnaam met de soortaanduiding childreni is een eerbetoon aan de Britse zoöloog John George Children (1777 - 1852).

## Uiterlijke kenmerken
De gevlekte python is lichtbruin van kleur en heeft een tekening van onregelmatige donkere vlekken op rug en flanken, die soms vage dwarsstrepen vormen. De onderkant is bijna wit. De mannetjes hebben dikkere staarten dan de vrouwtjes. De lichaamslengte bedraagt 75 tot maximaal honderd centimeter. Het is hiermee een van de kleinste soorten pythons.

## Leefwijze
De gevlekte python is niet giftig en wurgt zijn prooi of slikt deze in een keer door. Het voedsel bestaat hoofdzakelijk uit hagedissen, maar ook vogels en kleine zoogdieren, waaronder vleermuizen staan op het menu. Bij bedreiging maakt de slang uitvallen en kan gemeen bijten. Meestal leeft het dier verborgen in spleten en grotten.
Een legsel bestaat uit acht tot tien eieren, die in een holle boom of een ondergrondse nestkamer worden afgezet. Ter bescherming en het op temperatuur houden van de eieren, rolt het vrouwtje zich om het legsel totdat de jongen uitkomen.

## Verspreiding en habitat
Deze terrestrische soort komt endemisch voor in het noorden van Australië en leeft in de deelstaten Noordelijk Territorium, Queensland en West-Australië.
De habitat bestaat uit tropische en subtropische bossen, savannes, scrubland, graslanden en moerassen en wordt ook wel aangetroffen in door de mens aangepaste streken zoals weilanden en plantages.

## Beschermingsstatus
Door de internationale natuurbeschermingsorganisatie IUCN is de beschermingsstatus 'veilig' toegewezen (Least Concern of LC).